# Medardo Joseph Mazombwe
Medardo Joseph Mazombwe (ur. 24 września 1931 w Chundamira; zm. 29 sierpnia 2013 w Lusace) – zambijski duchowny katolicki, arcybiskup Lusaki w latach 1996-2006, kardynał.

## Życiorys
Święcenia kapłańskie otrzymał 4 września 1960.

## Episkopat
11 listopada 1970 został mianowany biskupem diecezji Chipata. Sakry biskupiej udzielił mu arcybiskup Emmanuel Milingo. W latach 1972–1975, 1988-1990 i ponownie w latach 1999-2002 pełnił funkcję przewodniczącego Konferencji Biskupów Zambii. 30 listopada 1996 Jan Paweł II mianował go arcybiskupem Lusaki. W 2006 roku przeszedł na emeryturę.
20 października 2010 otrzymał nominację kardynalską. Insygnia kardynalskie otrzymał na konsystorzu, który odbył się 20 listopada 2010. 24 września 2011 stracił prawo wyboru papieża w konklawe z powodu ukończenia 80 roku życia. Zmarł 29 sierpnia 2013 po długiej chorobie nowotworowej.